# PRIDE.1
PRIDE.1（プライド・ワン）は、日本の総合格闘技イベント「PRIDE」の大会の一つ。本大会は、PRIDEの第1回大会として1997年10月11日、東京都文京区の東京ドームで開催された。

## 大会概要
もともと高田延彦とヒクソン・グレイシーの一戦を実現させる為に立ち上げられたイベントであり、「PRIDE.1」という大会名称も当初は一回限りの開催という趣旨でつけられたイベント名であった。またリングサイドのVIP席のチケット価格が、格闘技イベントとしては高額の10万円（大会終了後のフェアウェルパーティー参加権付き）という事も話題になった。
大会の目玉となったメインイベントで高田は為す術もなく、ヒクソンの腕ひしぎ十字固めの前に一本負けを喫した。
大会の模様はパーフェクTV!（現スカパー!プレミアムサービス）のPPVチャンネルであるパーフェクト・チョイス（現スカチャン）にて独占生中継されたが、当時日本ではまだPPVは浸透していない上、パーフェクTV!加入者数も30万件だったにもかかわらずPPVは3万件超を売り上げた。

## 試合結果
第1試合 PRIDEルール 5分3R
○  村上一成 vs.  ジョン・ディクソン ×
1R 1:34 腕ひしぎ十字固め
第2試合 PRIDEルール 10分3R
○  ゲーリー・グッドリッジ vs.  オレッグ・タクタロフ ×
1R 4:57 KO（右フック）
第3試合 PRIDEルール 10分3R
△  小路晃 vs.  ヘンゾ・グレイシー △
3R終了 時間切れ
第4試合 PRIDEルール 5分3R
○  北尾光覇 vs.  ネイサン・ジョーンズ ×
1R 2:14 チキンウィングアームロック
スペシャルマッチ スタンディングバウト 3分5R
－  ブランコ・シカティック vs.  ラルフ・ホワイト －
1R 1:52 無効試合（グラウンド状態でのキック）
スペシャルマッチ 3分5R
○  イゴール・メインダート vs.  黒澤浩樹 ×
3R 1:16 TKO（レフェリーストップ：靱帯断裂）
第5試合 PRIDEルール 30分1R
△  キモ vs.  ダニエル・スバーン △
1R終了 時間切れ
第6試合 PRIDEルール 5分12R
○  ヒクソン・グレイシー vs.  高田延彦 ×
1R 4:47 腕ひしぎ十字固め

## ルール
1997年7月22日、『PRIDE.1』の開催発表記者会見で発表された当初の「ヒクソン・グレイシー対高田延彦」の特別ルールは以下のとおりだった。
1）全ラウンド数：12ラウンド
2）各ラウンド時間：1ラウンド=5分
3）各ラウンドのインターバル：2分
4）ロープブレイク：禁止
5）グローブ：所定のものを着用
6）勝敗の判断：A.TKO　B.ドクターストップ　C.選手本人の意思による棄権・試合放棄（A.B.C以外の勝敗判断は別途協議）
7）キック：相手がダウンしている状態では禁止
8）脊椎への攻撃：禁止
9）目つぶし：禁止
10）急所攻撃：禁止
11）頭突き：禁止
12）髪を掴む：禁止
13）リングアウト：禁止
14）オイル又はワセリンの使用：禁止
15）体重制限：なし
16）シューズ：着用時はキックの使用禁止
17）ヒザパッド：着用・未着用どちらでも可。ただし、着用時はヒザでの攻撃は不可
18）ヒジパッド：着用・未着用どちらでも可。ただし、着用時はヒジでの攻撃は不可
19）ロープを掴んだ状態での対処：相手の攻撃を回避する目的で、故意にロープを掴んだり抱え込むことは禁止とし、レフリーより注意・警告・罰則が与えられる。
20）レフリーは、他の試合とは別に、特別レフリーを予定
21）リング：4本ロープのスクエア。大会オリジナルリングを使用